# Министерство внутренних дел ЮАР
Министерство внутренних дел ЮАР несет ответственность за:
- Поддержание Национального реестра населения (запись актов гражданского состояния), в том числе запись рождений, браков (гражданского партнерства) и смерти.
- Выдача документов, удостоверяющих личность и паспортов.
- Выдача виз для посетителей в Южную Африку (хотя заявления на выдачу визы проходят через посольства или консульства, которые являются частью Министерства международных связей и сотрудничества).
- Управление иммиграцией в Южную Африку и натурализацией постоянных иммигрантов.
- Работа с беженцами и искателями убежища в Южной Африке.
- Контроль въезда на сухопутных границах, морских портах и аэропортах.

Из госбюджета 2010 года министерство получило 5,719.6 млрд рэндов, и в нем работало 9375 сотрудников.